# (3855) Pasasymphonia
(3855) Pasasymphonia est un astéroïde de la ceinture principale.

## Description
(3855) Pasasymphonia est un astéroïde de la ceinture principale. Il fut découvert le 4 juillet 1986 à l'Observatoire Palomar par Eleanor Francis Helin. Il présente une orbite caractérisée par un demi-grand axe de 2,24 UA, une excentricité de 0,21 et une inclinaison de 6,8° par rapport à l'écliptique.
L'astéroïde est nommé en l'honneur du Pasadena Symphony.

## Compléments